# Filipe Baravilala
Filipe Baravilala (ur. 25 listopada 1994 na Beqa Island) – fidżyjski piłkarz grający na pozycji obrońcy w klubie Suva FC. Uczestnik Pucharu Narodów Oceanii 2024.

## Kariera klubowa

### Suva FC
Bravilala przeniósł się do Suvy FC 1 stycznia 2016. Pierwszą bramkę zdobył on 25 lipca 2017 roku w przegranym 3:1 spotkaniu przeciwko Rewa FC. Do 8 października 2021 dla Suvy FC Fidżyjczyk rozegrał 52 mecze, strzelając 4 gole.

## Kariera reprezentacyjna
| Mecze i gole w reprezentacji | Mecze i gole w reprezentacji | Mecze i gole w reprezentacji | Mecze i gole w reprezentacji | Mecze i gole w reprezentacji | Mecze i gole w reprezentacji | Mecze i gole w reprezentacji | Mecze i gole w reprezentacji     |
| Fidżi U-23                   | Fidżi U-23                   | Fidżi U-23                   | Fidżi U-23                   | Fidżi U-23                   | Fidżi U-23                   | Fidżi U-23                   | Fidżi U-23                       |
| Lp.                          | Data                         | Miejsce                      | Gospodarz                    | Gość                         | Wynik                        | Gol                          | Rozgrywki                        |
| ---------------------------- | ---------------------------- | ---------------------------- | ---------------------------- | ---------------------------- | ---------------------------- | ---------------------------- | -------------------------------- |
| 1.                           | 07.07.2015                   | Port Moresby                 | Tahiti U-23                  | Fidżi U-23                   | 0:0                          |                              | Puchar Narodów Oceanii U-23 2015 |
| 2.                           | 10.07.2015                   | Port Moresby                 | Papua-Nowa Gwinea U-23       | Fidżi U-23                   | 1:3                          |                              | Puchar Narodów Oceanii U-23 2015 |
| 3.                           | 12.07.2015                   | Port Moresby                 | Vanuatu U-23                 | Fidżi U-23                   | 0:0 (3:4 p.r.k.)             |                              | Puchar Narodów Oceanii U-23 2015 |
| 4.                           | 15.07.2015                   | Port Moresby                 | Nowa Kaledonia U-23          | Fidżi U-23                   | 2:1                          |                              | Mecz towarzyski                  |
| 5.                           | 17.07.2015                   | Port Moresby                 | Papua-Nowa Gwinea U-23       | Fidżi U-23                   | 2:1                          |                              | Mecz towarzyski                  |
| 6.                           | 05.08.2016                   | Salvador                     | Korea Południowa U-23        | Fidżi U-23                   | 8:0                          |                              | Letnie Igrzyska Olimpijskie 2016 |
| 7.                           | 07.08.2016                   | Salvador                     | Meksyk U-23                  | Fidżi U-23                   | 5:1                          |                              | Letnie Igrzyska Olimpijskie 2016 |
| 8.                           | 10.08.2016                   | Belo Horizonte               | Niemcy U-23                  | Fidżi U-23                   | 10:0                         |                              | Letnie Igrzyska Olimpijskie 2016 |
| Fidżi                        |                              |                              |                              |                              |                              |                              |                                  |
| Lp.                          | Data                         | Miejsce                      | Gospodarz                    | Gość                         | Wynik                        | Gol                          | Rozgrywki                        |
| 1.                           | 22.03.2018                   | Manila                       | Filipiny                     | Fidżi                        | 3:2                          |                              | Mecz towarzyski                  |
| 2.                           | 22.03.2018                   | Kuala Lumpur                 | Malezja                      | Fidżi                        | 1:0                          |                              | Mecz towarzyski                  |

## Sukcesy
Sukcesy w karierze klubowej:
- National Football League – 1x, z Suva FC, sezon 2020
- ,  Puchar Fidżi w piłce nożnej – 1x wygrana z Suva FC (2021), 1x drugie miejsce z Suva FC (2019)
- Battle of the Giants – 2x, z Suva FC, sezony 2018 i 2020
- Champion vs Champion – 1x, z Suva FC, sezon 2021
- Inter District Championship – 1x, z Suva FC, sezony 2018 i 2019